# جزایر سوندای کوچک
جزایر سوندای کوچک یا جزایر نوساتنگارا گروه-جزیره ای در کشور اندونزی است.
ساندای کوچک شامل جزایر زیادی است که در شرق جاوه امتداد دارند که بیشتر آنها بخشی از اندونزی هستند و از سال 1945 (به غیر از شرقی ترین جزایر که همیشه به عنوان بخشی از استان مالوکو اداره می شدند) به عنوان استان جزایر سوندا کوچک (Sunda Kecil) اداره می شدند. اندونزی که بعداً نوسا تنگگارا نامیده شد. در سال 1958 این استان به سه استان جدید به نام‌های بالی، غرب نوسا تنگگارا و نوسا تنگگارا شرقی تقسیم شد.

## جغرافیا

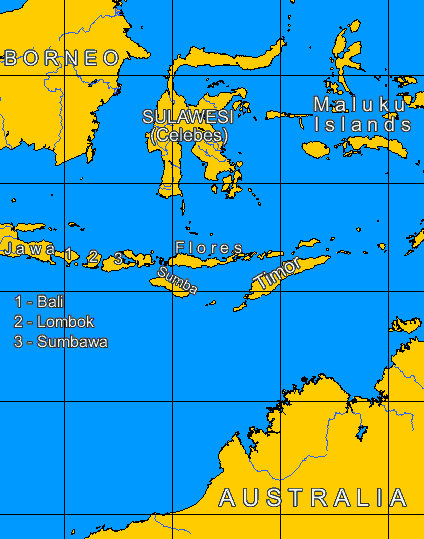

این گروه-جزیره میان جزیرهٔ جاوه و جزیرهٔ پاپوآ گینه نو واقع شده است و عمدتاً کوهستانی و مرتفع است؛ امّا با این حال بخش بزرگی از جلگه‌های اندونزی در این گروه-جزیره قرار دارد.

## آب و هوا
آب و هوای این گروه-جزیره مانند دیگر بخش‌های اندونزی استوایی و بارندگی سنگین است.

## جزایر

### ۵ جزیرهٔ بزرگ
- بالی
- جزیره تیمور- بخش شده میان تیمور غربی اندونزی و کشور مستقل تیمور شرقی
- سومبا
- سومباوا
- فلورس

### جزایر دیگر

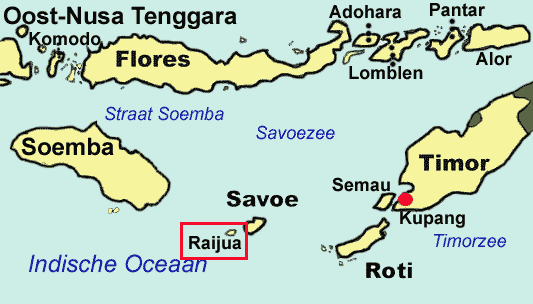

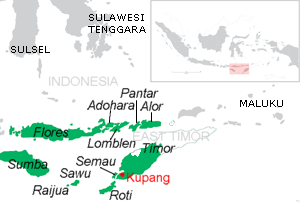

- آدونارا
- پالوئه
- مجمع‌الجزایر آلور
  - آلور
  - بوئایا
  - پانتار
  - پورا
  - تِروِنگ
  - کپا
- جزیره روته
- سولور
- کومودو
- لامبارک
- لومبوک